# Ошерслебен (Боде)
Ошерслебен (њем. Oschersleben) град је у њемачкој савезној држави Саксонија-Анхалт. Једно је од 35 општинских средишта округа Берде. Према процјени из 2010. у граду је живјело 19.671 становника. Посједује регионалну шифру (AGS) 15083415, NUTS (DEE07) и LOCODE (DE OLN) код.

## Географски и демографски подаци
Ошерслебен се налази у савезној држави Саксонија-Анхалт у округу Берде. Град се налази на надморској висини од 85 метара. Површина општине износи 165,5 km². У самом граду је, према процјени из 2010. године, живјело 19.671 становника. Просјечна густина становништва износи 119 становника/km².